# Schloss Benkhausen

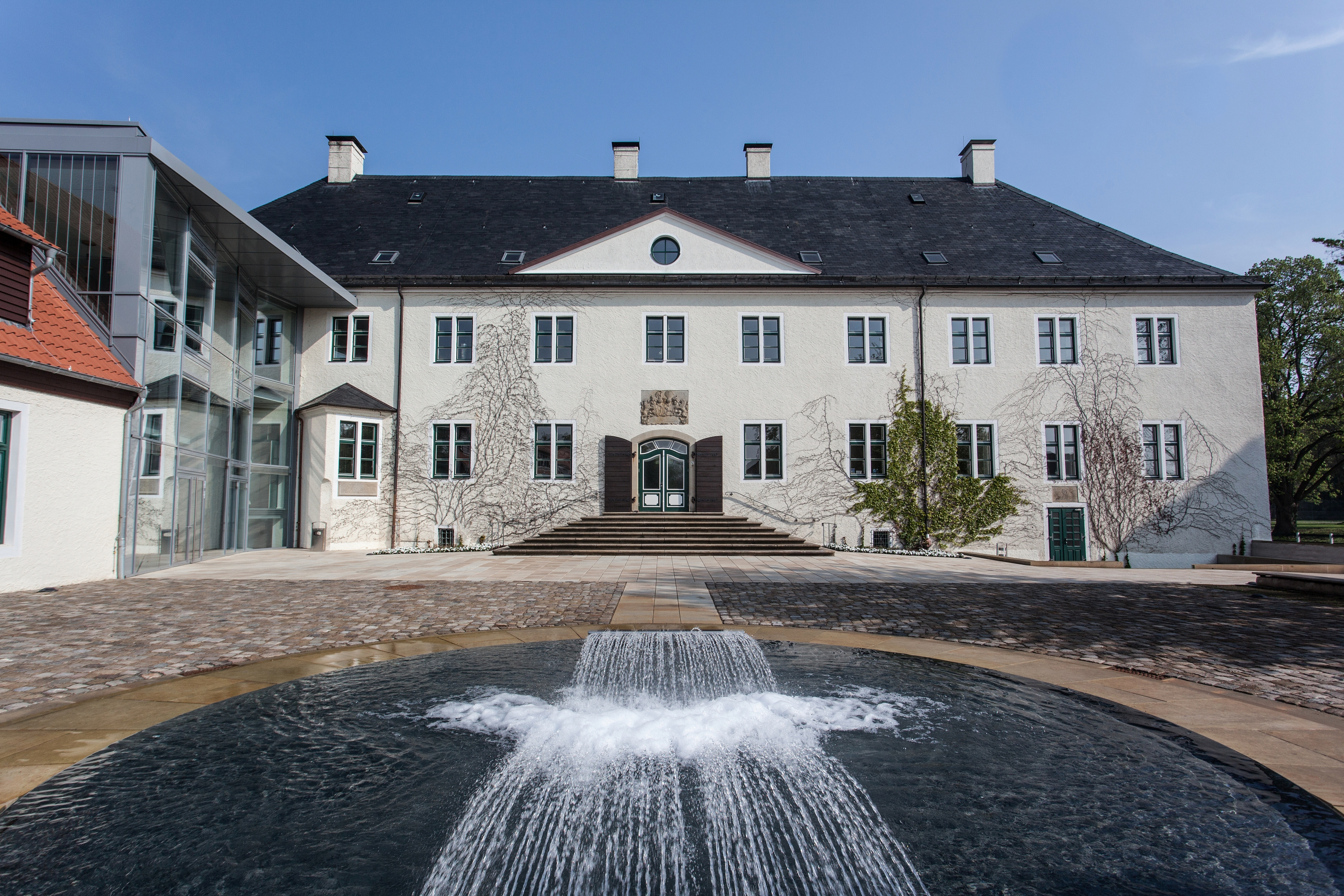
Schloss Benkhausen 2014

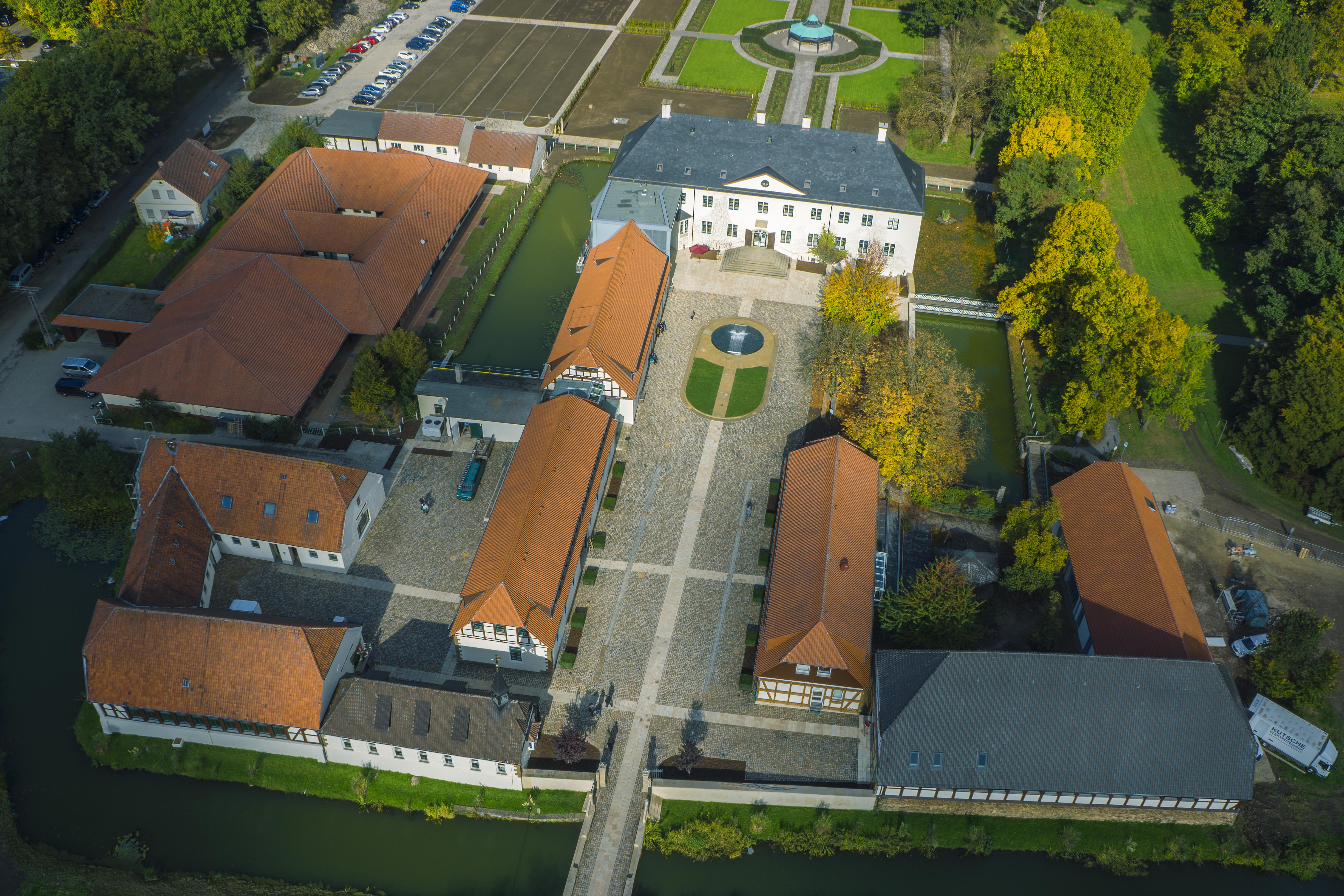
Luftaufnahme nach der Sanierung 2013

Das Schloss Benkhausen befindet sich westlich des zur Stadt Espelkamp gehörenden Ortsteiles Gestringen und nördlich des Mittellandkanals im Kreis Minden-Lübbecke.
Zu dem aktuell circa fünf Hektar umfassenden Gesamtareal der Wasserburg gehört auch ein historischer Schlosspark, der einst mit Hilfe von Alleen geometrisch gegliedert war. Teile des alten Baumbestandes, darunter beispielsweise auch eine Blutbuche, eine Holland-Linde und ein amerikanischer Nussbaum sind im nordöstlichen Teil des Parks noch erhalten.

## Geschichte
Das Gut Benkhausen entstand 1510 durch die Aufteilung des Gutes Ellerburg zwischen den Erben der Familie von Münch/Monick. Zwischen 1657 und 1683 wurde das Schloss errichtet und blieb im Wesentlichen in dieser Form erhalten. Philip Münch vererbte das Gut 1773 an Philipp Clamor von dem Bussche, der den Namen von dem Bussche-Münch annahm. Nach dessen Tod erbte sein Sohn Georg von dem Bussche-Münch das Anwesen. Dessen Sohn und Erbe Clamor Philipp von dem Bussche-Münch starb 1875. Nachdem seine drei Kinder kurz darauf starben, erlosch dieser Zweig der Familie 1878 und das Gut kam durch Erbgang an die Freiherren von dem Bussche-Ippenburg. Neuer Eigentümer wurde Karl Freiherr von dem Bussche-Münch (1861–1900), der den Namenszusatz Münch annahm. Dessen einziger Sohn Alhard (* 1897) hatte keine Kinder und verkaufte 1962 das Gutshaus Benkhausen.
Der landwirtschaftliche Betrieb ging Ende der 1920er Jahre in Konkurs, während das Herrenhaus bei der Familie verblieb.

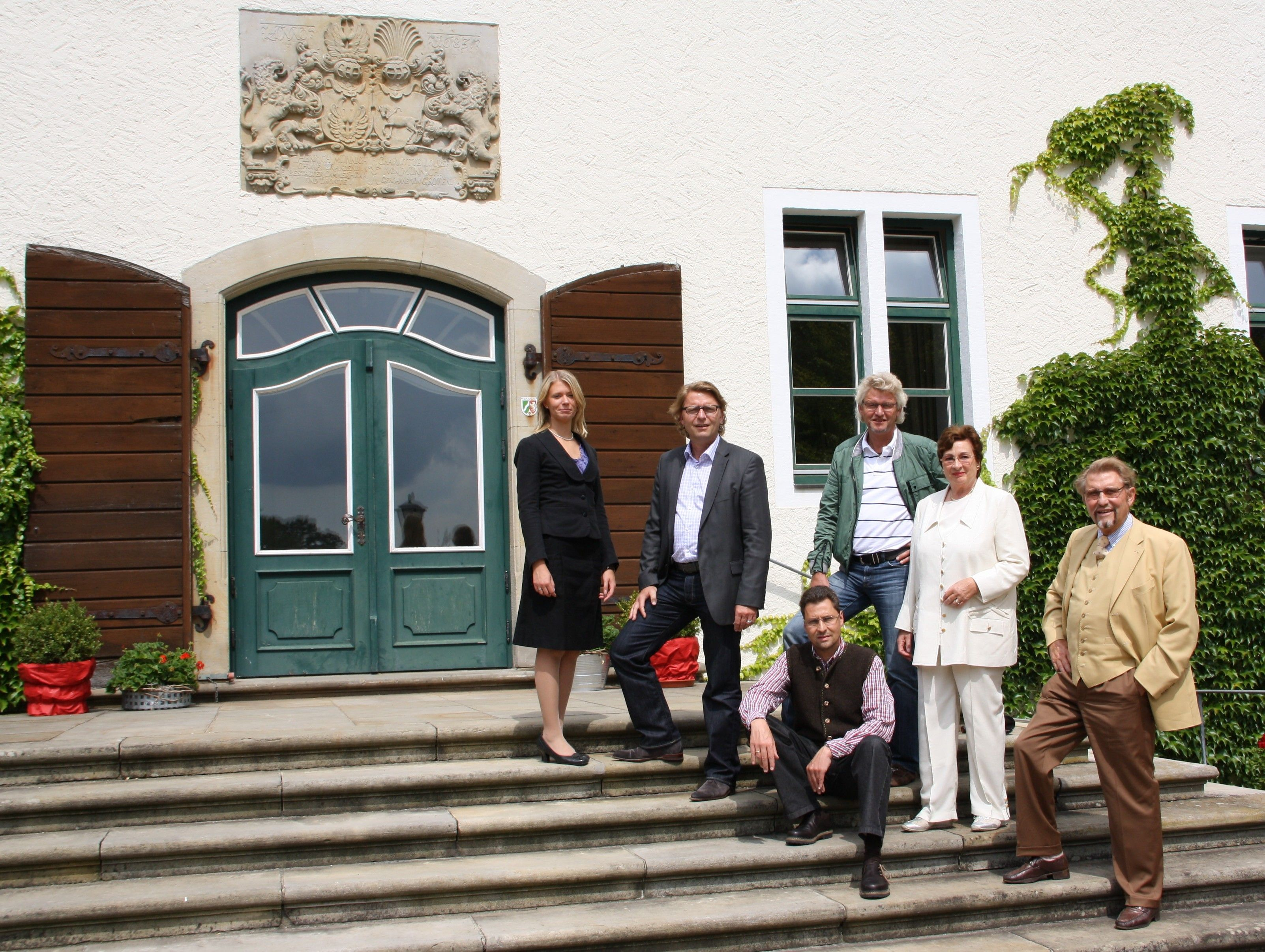
Ehepaar Karin und Paul Gauselmann mit drei Söhnen und Enkeltochter

Das Gutshaus wurde 1945 von der britischen Besatzungsmacht beschlagnahmt und als Hauptquartier der Britischen Rheinarmee, ab 1952 auch als Kommandostand der Britischen Marine genutzt und erst 1955 den Besitzern zurückgegeben. 1962 wurde Schloss Benkhausen an die Diakonische Stiftung Wittekindshof verkauft und bis 2009 als Wohn- und Betriebsstätte für Menschen mit Behinderung genutzt. Als bautechnische Sicherheitsauflagen nicht mehr erfüllt werden konnten, wurde die Nutzung aufgegeben, was einen Leerstand der Immobilie ab 2009 zur Folge hatte. Ende 2010 erwarb die Espelkamper Unternehmerfamilie Gauselmann das Schloss Benkhausen mit allen Nebengebäuden und der Parkanlage und baute sie von 2011 bis 2013 zu einem Schulungszentrum der Gauselmann AG mit Beherbergungsmöglichkeit um. Neben dem Seminarbetrieb finden traditionelle Veranstaltungen wie Weihnachtsmarkt, Kunstwoche und sonstige Kulturveranstaltungen sowie standesamtliche Trauungen auch weiterhin statt. In einer Scheune der Vorburg ist das Deutsche Automatenmuseum untergebracht.

### Gutsbezirk Benkhausen
In den 1840er Jahren wurde im Amt Alswede des Kreises Lübbecke der Gutsbezirk Benkhausen aus der Gemeinde Alswede ausgegliedert.
Zum 1. Oktober 1928 wurde er wieder aufgelöst und in die damaligen Gemeinden Alswede (Hauptteil) und Fabbenstedt eingegliedert.

## Details zur Renovierung

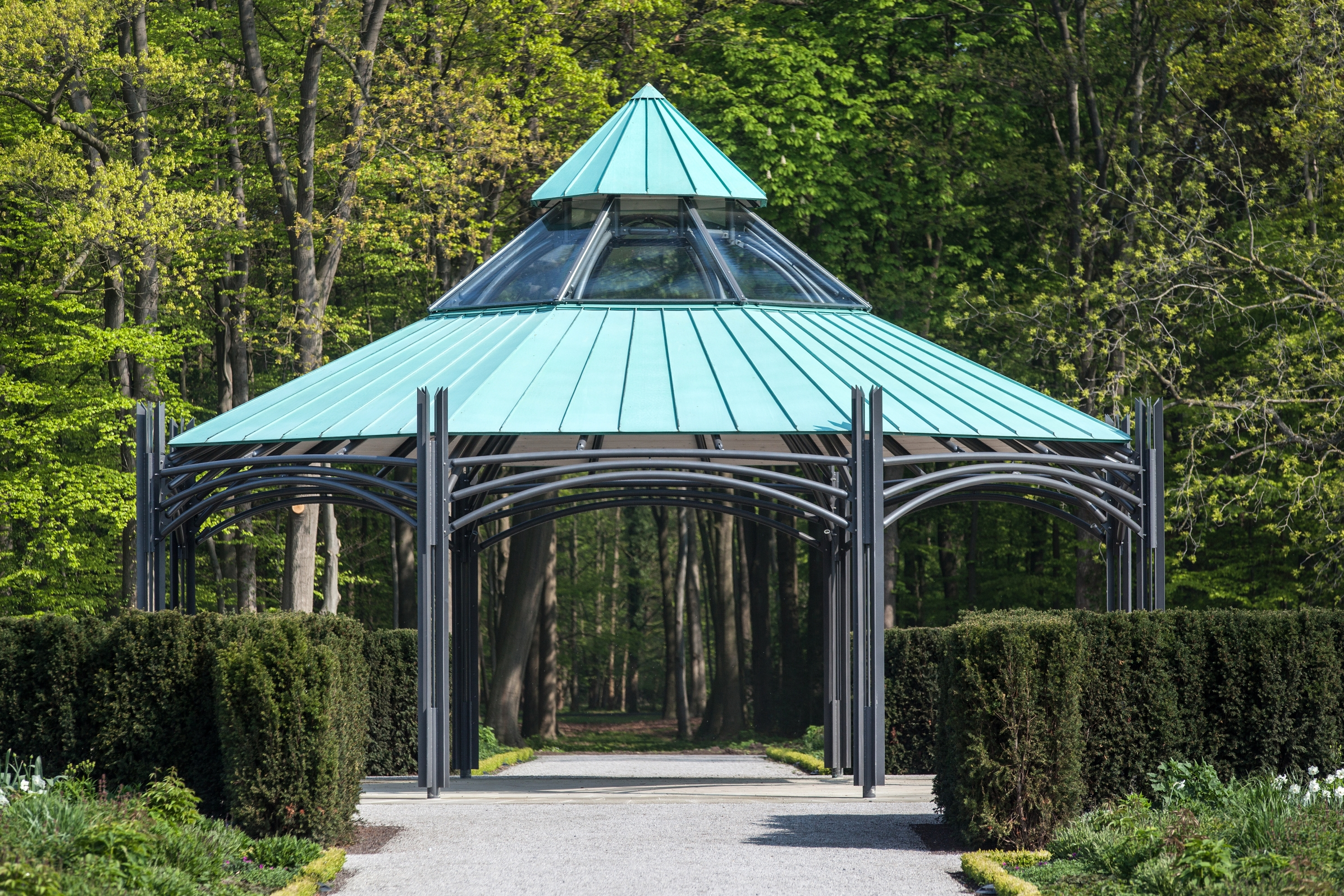
Pavillon als Mittelpunkt des Schlossparks

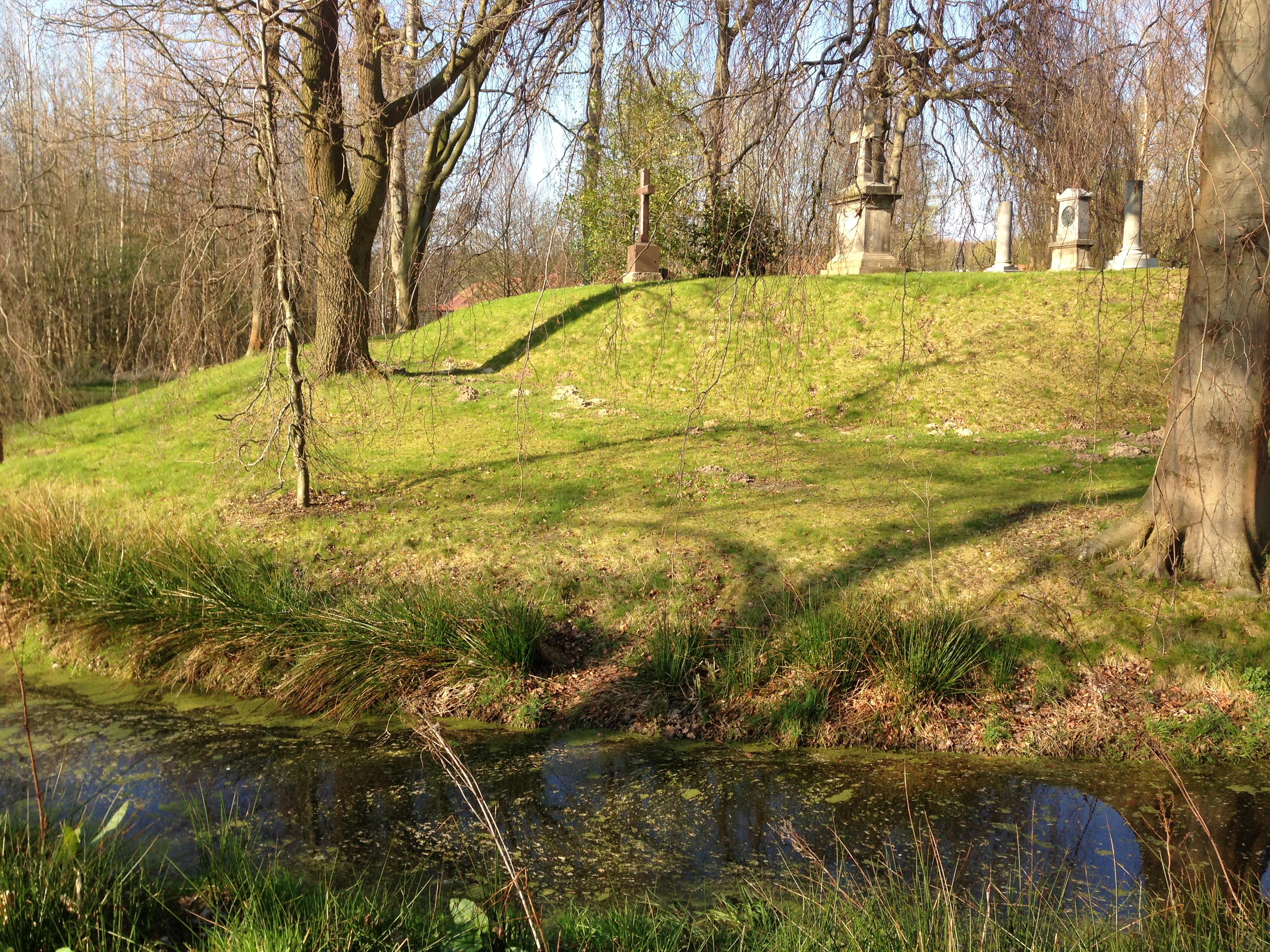
Historische Begräbnisstätte

Der Gesamtumbau zum modernen Schulungszentrum war in mehrere Etappen aufgeteilt. Zunächst wurde das Herrenhaus vom Keller bis zum Boden entkernt, saniert und umgestaltet. Hierbei wurden historische Kamineinbauten und Stuckarbeiten sowie Teile des rund 500 Jahre alten ursprünglichen Fachwerks freigelegt. Mit Hilfe alter Aufzeichnungen und Lageplänen aus dem 18. Jahrhundert wurde die ursprüngliche Raumaufteilung wiederhergestellt. In einem zweiten Bauabschnitt wurde der gläserne Verbindungsbau mit Aufzug, Rezeption sowie Schulungs- und Frühstücksraum zwischen Herrenhaus und einstigem „Maidenheim“ realisiert. Als dritte Etappe folgte die bauliche Neugestaltung und Einrichtung des Hotelkomplexes, die umfassende Sanierung der Scheune und Einrichtung als Museum sowie die Neugestaltung der Parkanlage und des Schlosshofes. Der geometrisch, nach historischen Plänen angelegte Schlosspark im Norden, dessen Mittelpunkt ein riesiger Pavillon bildet, die Integration der Erbbegräbnisstätte derer von Münch gehören zu den Bereichen, die für die Öffentlichkeit frei zugänglich gestaltet wurden.
Im Juni 2018 wurde ein circa zwei Kilometer langer Rundwanderweg eröffnet, der durch das vorgelagerte Waldstück und naturnah gestaltete Wiesen führt. Dabei quert er ein Feuchtbiotop (Erlenbruchwald) und zweimal den renaturierten Bachlauf der Flöthe. Der Weg führt bis zum Mittellandkanal und einem dort errichteten Schiffsanleger.

## Heutige Nutzung

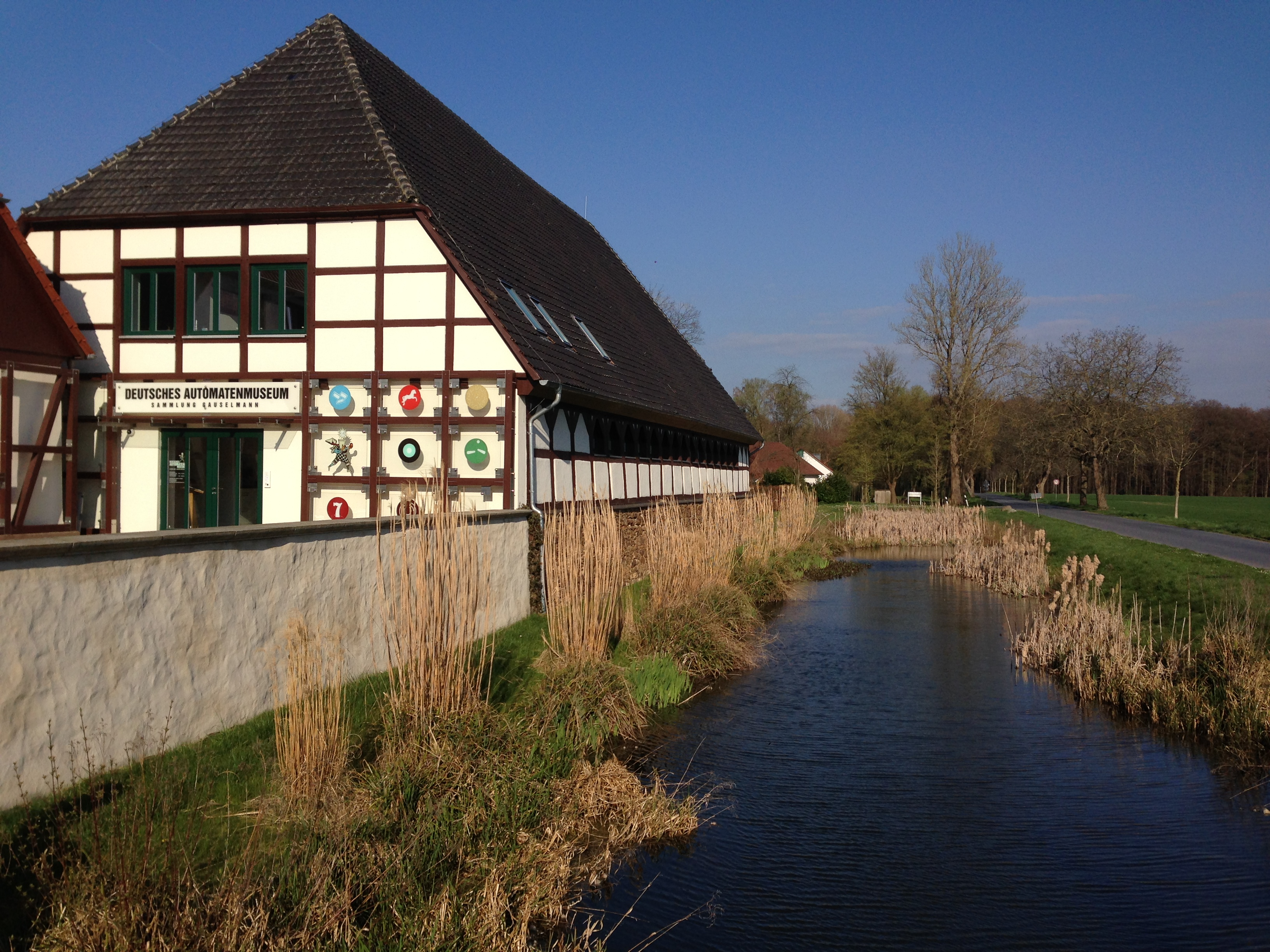
Deutsches Automatenmuseum und Wassergraben

Das Schulungszentrum Schloss Benkhausen verfügt über Tagungsräume und Hotelzimmer und wird von Tochtergesellschaften der Gauselmann-Gruppe und anderen Unternehmen für Events aller Art, Weiterbildungen, Tagungen und Workshops genutzt. In der einstigen Scheune von Schloss Benkhausen präsentiert sich zudem das Deutsche Automatenmuseum mit einer thematisch strukturierten Dauerausstellung. Die private Münzautomatensammlung der Familie Gauselmann umfasst mehr als 1.800 Exponate und gilt als größtes Branchenmuseum weltweit.